# A. J. Greer
Anthony-John „A. J.“ Greer (* 14. Dezember 1996 in Joliette, Québec) ist ein kanadischer Eishockeyspieler, der seit Juli 2024 bei den Florida Panthers aus der National Hockey League (NHL) unter Vertrag steht und dort auf der Position des linken Flügelstürmers spielt. Mit dem Team gewann er in den Playoffs 2025 den Stanley Cup. Zuvor war Greer bereits für die Colorado Avalanche, New Jersey Devils, Boston Bruins und Calgary Flames in der NHL aktiv.

## Karriere

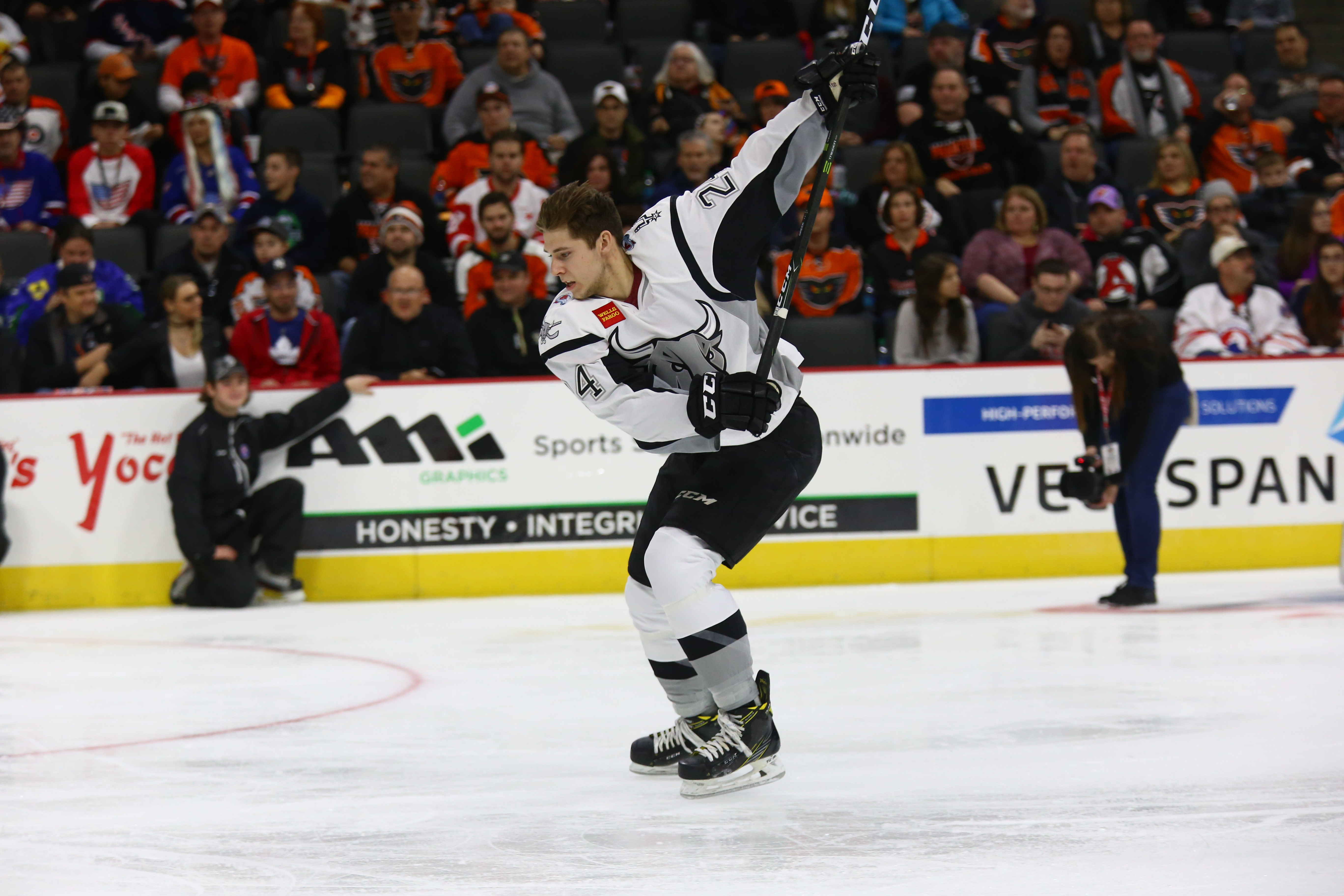
Greer im Trikot der San Antonio Rampage (2017)

Greer spielte bis 2012 zunächst für Juniorenteams in seiner Heimatprovinz Québec. Mit Beginn des Schuljahres 2012/13 besuchte er die Kimball Union Academy in Meriden im US-Bundesstaat New Hampshire, wo er parallel zwei Jahre lang für das Eishockeyteam der High School spielte. Im Verlauf der Saison 2013/14 kam er unter anderem auch sporadisch für die Des Moines Buccaneers aus der United States Hockey League zu zwei Einsätzen. Im Sommer 2014 entschied sich der Stürmer schließlich dazu seine Karriere an der Boston University fortzusetzen. Neben seinem Studium spielte er auch dort für das hiesige Eishockeyteam in der Hockey East, einer Division im Spielbetrieb der National Collegiate Athletic Association. Obwohl Greer mit dem Team in seiner Rookiesaison mit der Universität die Meisterschaft der Division gewinnen konnte, steuerte er in 37 Partien lediglich sieben Scorerpunkte bei. Dennoch wurde er im NHL Entry Draft 2015 in der zweiten Runde an 39. Position von der Colorado Avalanche aus der National Hockey League ausgewählt. Dem Kanadier blieb in der Saison 2015/16 jedoch weiterhin nur eine untergeordnete Rolle, sodass er sich im Dezember 2015 nach 18 weiteren enttäuschenden Einsätzen von der Universität trennte.
Der Angreifer wechselte daraufhin in die Ligue de hockey junior majeur du Québec zu den Huskies de Rouyn-Noranda. Dort erhielt Greer deutlich mehr Verantwortung als in Boston und zahlte das Vertrauen mit 27 Punkten in 33 Einsätzen zurück. In den Play-offs führte er das Team gemeinsam mit Francis Perron und Timo Meier zum Gewinn der Meisterschaft, woran er mit 22 Punkten in 20 Spielen maßgeblichen Anteil hatte. Im Juli 2016 nahm ihn Colorado schließlich unter Vertrag. Zu Beginn der Spielzeit 2016/17 setzten sie ihn zunächst in ihrem Farmteam San Antonio Rampage in der American Hockey League ein, ehe sie ihn Mitte November erstmals in den NHL-Kader beriefen und er dort sein Debüt feierte. Insgesamt absolvierte er fünf Einsätze für die Avalanche und verbrachte die restliche Spielzeit bei den Rampage. Am Saisonende erhielt er den Yanick Dupré Memorial Award der AHL.
Nach vier Jahren in der Organisation der Avalanche wurde Greer im Oktober 2020 im Tausch für Kyle Burroughs an die New York Islanders abgegeben. Diese setzten ihn ausschließlich bei den Bridgeport Sound Tigers in der AHL ein, bevor er im April 2021 samt Mason Jobst, einem Erstrunden-Wahlrecht für den NHL Entry Draft 2021 sowie einem konditionalen Viertrunden-Wahlrecht für den NHL Entry Draft 2022 an die New Jersey Devils abgegeben wurde. Im Gegenzug erhielten die Islanders Travis Zajac und Kyle Palmieri. Nach einem Jahr in New Jersey wechselte er im Juli 2022 als Free Agent zu den Boston Bruins. Obwohl er dort einen Zweijahresvertrag unterzeichnet hatte, setzte ihn die Organisation vor dem Beginn der Saison 2023/24 auf den sogenannten Waiver. Von dort sicherten sich die Calgary Flames die Dienste des Kanadiers und übernahmen daher sein noch ein Spieljahr gültiges Arbeitspapier. Im Juli 2024 wechselte er dann als Free Agent zu den Florida Panthers. In den folgenden Playoffs 2025 gewann Greer seinen ersten Stanley Cup, wobei die Panthers mit einem 4:2-Erfolg über die Edmonton Oilers ihren Titel verteidigten.

## Erfolge und Auszeichnungen
- 2015 Lamoriello-Trophy-Gewinn mit der Boston University
- 2016 Coupe-du-Président-Gewinn mit den Huskies de Rouyn-Noranda
- 2017 Teilnahme am AHL All-Star Classic
- 2017 Yanick Dupré Memorial Award
- 2025 Stanley-Cup-Gewinn mit den Florida Panthers

## Karrierestatistik
Stand: Ende der Saison 2024/25
(Legende zur Spielerstatistik: Sp oder GP = absolvierte Spiele; T oder G = erzielte Tore; V oder A = erzielte Assists; Pkt oder Pts = erzielte Scorerpunkte; SM oder PIM = erhaltene Strafminuten; +/− = Plus/Minus-Bilanz; PP = erzielte Überzahltore; SH = erzielte Unterzahltore; GW = erzielte Siegtore; 1 Play-downs/Relegation; Kursiv: Statistik nicht vollständig)